# Brandmuur

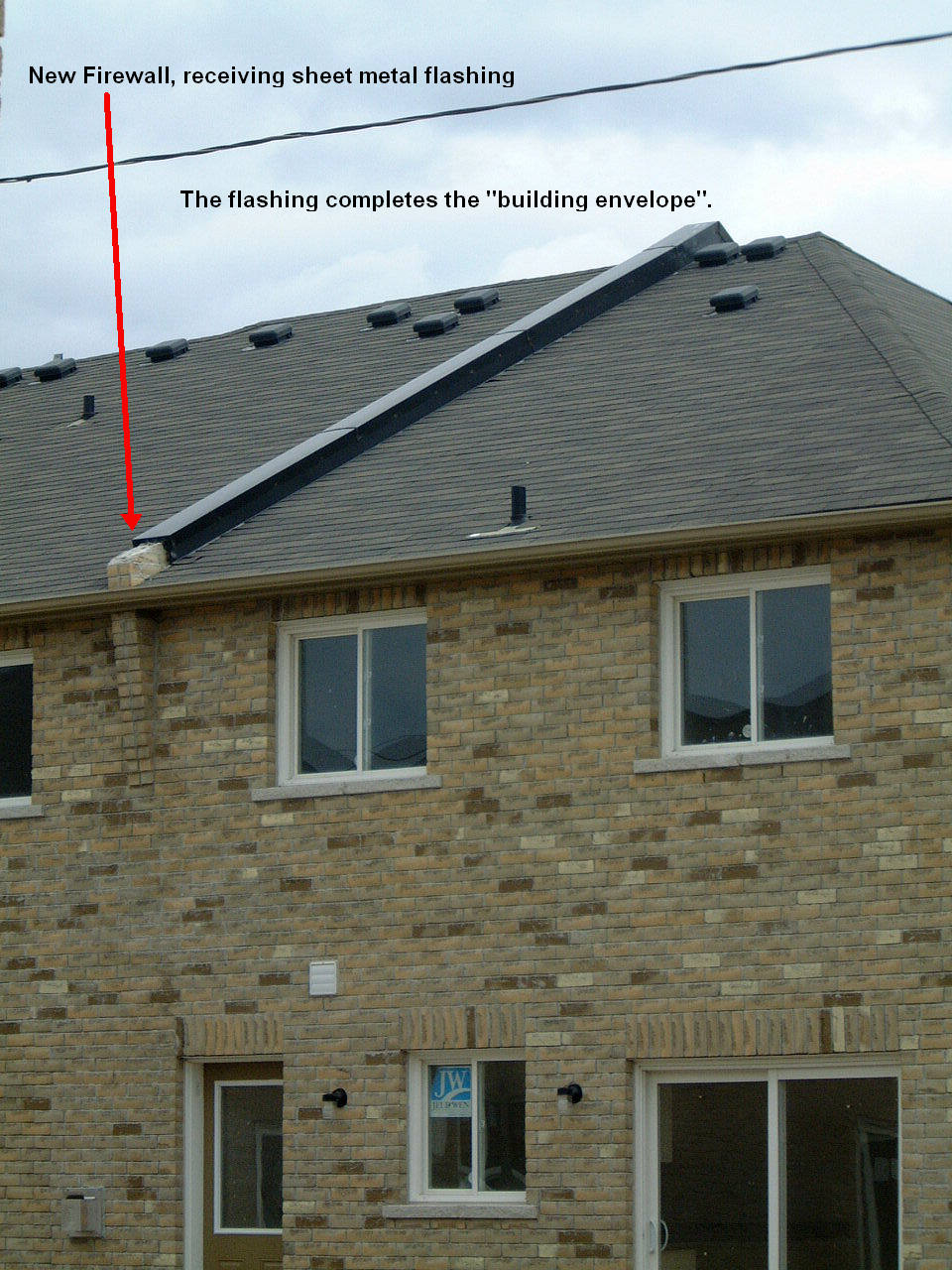
Uitstekende brandmuur in een Canadees appartement

Een brandmuur (of ook wel vertaald als brandwand van de Engelse benaming firewall) is een muur of wand die men in gebouwen of voertuigen toepast voor brandcompartimentering, om te voorkomen dat brand (brandoverslag) of hitte (branddoorslag) aan de ene kant van de muur of wand overslaat naar de andere kant. Men spreekt dan ook bij muren van een weerstand tegen branddoorslag en brandoverslag (WBDBO) in minuten.

## Gebouw
Een brandmuur in een gebouw is soms te herkennen doordat deze ook boven het dak uit steekt. In een brandmuur zijn geen ramen opgenomen en de deuren zijn zelfsluitend en brandwerend uitgevoerd. In extreme gevallen zijn ter hoogte van de deuren ook sprinklerkoppen aangebracht (aan beide zijden).
Om de vereiste brandwerendheid te kunnen bereiken mogen bijvoorbeeld geen staalconstructies aan de muur bevestigd worden. Bij brand zal staal uitzetten en daardoor schade aan de muur veroorzaken, waardoor de brandwerendheid verloren gaat.
Een voorbeeld van een brandmuur is pas goed te zien na een brand. Aan de ene kant is alles afgebrand, aan de andere kant is er bijna geen brandschade en de brandmuur staat nog overeind. Toch zal men herstelwerkzaamheden aan de muur moeten verrichten, afhankelijk van de tijdsduur en hevigheid van de brand heeft de brand zich in de muur gevreten. 
Andere aandachtspunten bij een brandmuur zijn:
- Doorvoeringen van elektrische kabels, kabelgoten, gasleidingen, rioolleidingen, waterleidingen en luchtkanalen mogen niet de brandwerendheid van de brandscheiding negatief beïnvloeden. Zij moeten uitgevoerd worden als brandwerende doorvoeringen. Luchtkanalen moeten bijvoorbeeld voorzien worden van een brandklep; deze moet in geval van brand dichtslaan zodat de brand zich niet via het luchtkanaal kan verspreiden naar het andere brandcompartiment.
- Stijlen rond branddeuren of de branddeuren zelf in een brandmuur kunnen beschadigd raken door aanrijding van bijvoorbeeld vorkheftrucks. Vandaar dat men rond die doorvoeren vaak maatregelen moet nemen tegen aanrijding, bijvoorbeeld stalen of betonnen palen, blokken of een vangrailconstructie.
- De branddeuren moeten zelfsluitend zijn uitgevoerd; ze kunnen daarbij aangestuurd worden door een smeltzekering of een rookmelder. Echter door ruimtegebrek staan de deuren soms ingebouwd door goederen zodat ze de deuren blokkeren. Het is dus zaak om de goederen zo te plaatsen dat ze de branddeuren vrijhouden en op voldoende afstand van die deuren staan, zodat een brand zich niet kan verspreiden voordat de deuren gesloten zijn.
- Gebruikers van gebouwen kunnen de werking van brandmuren teniet doen. Zelfsluitende branddeuren met alleen standaard deurdrangers kunnen opengehouden worden met wiggen of spullen. Bij branddeuren die automatisch sluiten bij brand kan in het geval van slechte werking van de smeltzekeringen en detectoren nog weleens de deuren afgekoppeld worden. In deze gevallen is de brandwerendheid van de gehele muur teniet gedaan.

## Andere
- In Nederland zijn de eisen voor bouwkundige brandveiligheid vastgelegd in de hoofdstukken 3 en 4 van het Besluit bouwwerken leefomgeving. Brandmuren moeten 30 of 60 minuten brandwerend uitgevoerd worden op het gebied van weerstand tegen branddoorslag en brandoverslag. In sommige gevallen worden er strengere eisen in minuten gesteld op het gebied van weerstand tegen bezwijken bij brand.
- Bij boerderijen is de muur tussen het woongedeelte en de stallen of hooischuur als brandmuur uitgevoerd.
- In Duitse theaters wordt een brandscherm verplicht gebruikt als afscheiding tussen podium en zaal. De vaak brandbare decorstukken kunnen een vlammenzee overbrengen naar de zaal, bij een ongelukje. De door Churchill gebezigde term IJzeren Gordijn is hier indirect van afgeleid.

## Politiek
In de Duitse politiek wordt het woord brandmuur gebruikt als synoniem voor de term 'cordon sanitaire' wat uitsluiting van een partij betekent.

## PC
Firewall-software is vernoemd naar de Engelse benaming firewall voor een brandmuur.